# Валюкевич, Дмитрий Геннадьевич
Дми́трий Генна́дьевич Валюке́вич (бел. Дзмітрый Валюкевіч, словац. Dmitrij Vaľukevič; род. 31 мая 1981, Петрозаводск) — белорусский и словацкий легкоатлет, прыгун тройным.

## Биография
Сын советского атлета Геннадия Валюкевича. С марта 2005 года выступает за Словакию.
В сентябре 2010 года женился на российской прыгунье тройным Виктории Гуровой. В июне 2011 года у них родился сын.

## Карьера
| Год           | Соревнования               | Место                | Дисциплина     | Место         | Результат     |
| За Белоруссию | За Белоруссию              | За Белоруссию        | За Белоруссию  | За Белоруссию | За Белоруссию |
| ------------- | -------------------------- | -------------------- | -------------- | ------------- | ------------- |
| 2003          | Чемпионат Европы до 23 лет | Быдгощ, Польша       | Тройной прыжок | 1             | 17,57         |
| 2003          | Чемпионат мира             | Париж, Франция       | Тройной прыжок | 16 (кв)       | 16,59         |
| 2004          | Чемпионат мира в помещении | Будапешт, Венгрия    | Тройной прыжок | 4             | 17,22         |
| 2004          | Летняя Олимпиада           | Афины, Греция        | Тройной прыжок | 30            | 16,32         |
| За Словакию   |                            |                      |                |               |               |
| 2005          | Чемпионат мира             | Хельсинки, Финляндия | Тройной прыжок | 10            | 16,79         |
| 2006          | Чемпионат Европы           | Гётеборг, Швеция     | Тройной прыжок | 15 (кв)       | 16,67         |
| 2007          | Чемпионат мира             | Осака, Япония        | Тройной прыжок | 13 (кв)       | 16,65         |
| 2008          | Чемпионат мира в помещении | Валенсия, Испания    | Тройной прыжок | 5             | 17,14         |
| 2008          | Летняя Олимпиада           | Пекин, Китай         | Тройной прыжок | 14 (кв)       | 17,08         |
| 2009          | Чемпионат мира             | Берлин, Германия     | Тройной прыжок | 12            | 16,54         |
| 2010          | Чемпионат мира в помещении | Доха, Катар          | Тройной прыжок | 7             | 16,72         |
| 2010          | Чемпионат Европы           | Барселона, Испания   | Тройной прыжок | 7             | 16,77         |

## Награды
- Чемпион Словакии по тройным прыжкам (2005, 2006)
- Чемпион Словакии по тройным прыжкам в помещении (2005, 2006)
- Чемпион Словакии по прыжкам в длину (2005)